# 比热地区科尔马朗什
比热地区科尔马朗什（法語：Cormaranche-en-Bugey，法語發音：[kɔʁmaʁɑ̃ʃ ɑ̃ byʒɛ]）是法国东部安省的一个旧市镇，属于贝莱区。2019年，比热地区科尔马朗什与临近的3个市镇合并为新市镇普拉托多特维尔。

## 地理
比热地区科尔马朗什（45°57'11"N, 5°36'40"E）面积18.92 平方千米，位于法国奥弗涅-罗讷-阿尔卑斯大区安省，该省份为法国东部省份，北起汝拉省，西北接索恩-卢瓦尔省，西接罗讷省和里昂大都会，南至伊泽尔省，东与萨瓦省、上萨瓦省和瑞士接壤。
与比热地区科尔马朗什接壤的市镇（或旧市镇、城区）包括：欧特维尔-洛讷、洛尼约、叙特里约、泰济略。
比热地区科尔马朗什的时区为UTC+01:00、UTC+02:00（夏令时）。

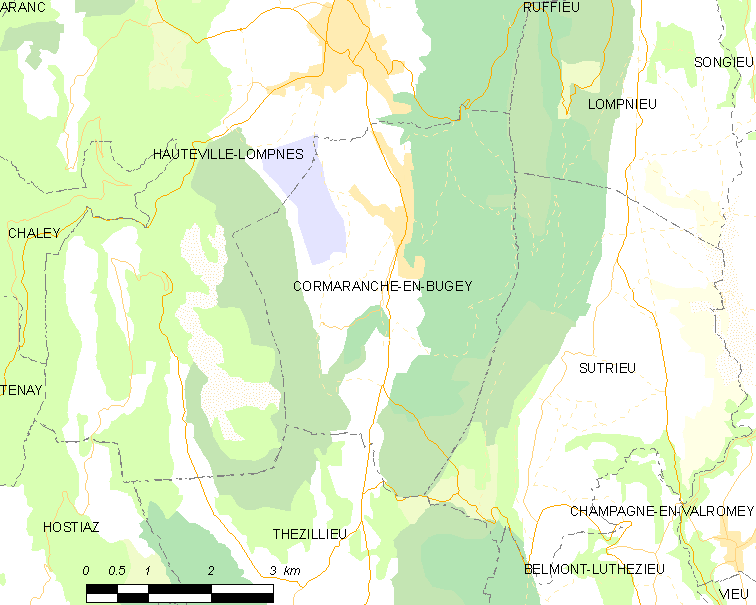
比热地区科尔马朗什的OSM定位图

## 行政
比热地区科尔马朗什的邮政编码为01110，INSEE市镇编码为01122。

## 政治
比热地区科尔马朗什所属的省级选区为普拉托多特维尔县。

## 人口

1962-2008年间比热地区科尔马朗什人口变化图示

比热地区科尔马朗什于2018年1月1日时的人口数量为829人。